# Apollo-11-Höhle

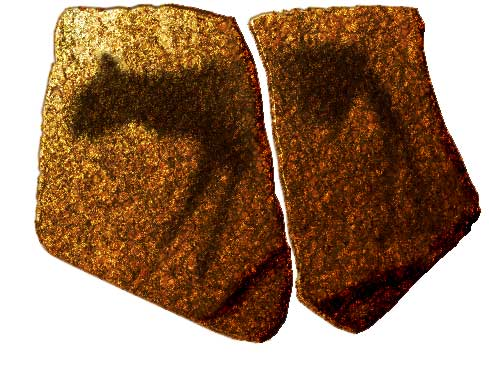
Steinplatte mit dem Bild einer Raubkatze, Malerei aus der Apollo-11-Felshöhle in Namibia (27.000 Jahre alt)

Die Apollo-11-Höhle ist eine archäologische Fundstelle in den Hunsbergen im Süden Namibias. In der Höhle wurden Zeichnungen auf etwa handgroßen Steinplatten gefunden, die zu den ältesten Kunstwerken Afrikas, aber auch zu den ältesten bestehenden Zeichnungen in der Welt gehören. Die Fundstelle erhielt ihren Namen von Wolfgang Erich Wendt, einem Archäologen, der am 24. Juli 1969 in der bis dahin namenlosen Grotte forschte. Als er die Nachricht von der geglückten Rückkehr der Kommandokapsel von Apollo 11 erhielt, benannte Wendt die Höhle nach der ersten bemannten Mondmission.

## Beschreibung
1969 untersuchte Wolfgang Erich Wendt die Felshöhle im Süden Namibias. Zwischen Holzkohle von Feuerstellen fand er vier bemalte Steinplattenfragmente und einen flachen ovalen Kieselstein mit Malereiresten. 1972 entdeckte er drei weitere Steinplatten, darunter ein Bruchstück, das zusammengesetzt mit einem Fragment aus dem ersten Ausgrabungsabschnitt das Bild einer Raubkatze ergab. Die Hinterbeine dieses Tieres sehen menschlich aus.
Nicht alle Motive auf den Steinplatten sind eindeutig zu interpretieren. Auf weiteren Platten sind ein in Umrisslinien gezeichnetes Nashorn und ein gestreiftes Tier, das Ähnlichkeiten mit einem Zebra aufweist, mit Holzkohle, Ocker und Weiß im Bild festgehalten. Wahrscheinlich von außerhalb in die Höhle gebracht, blieben die Platten in der Grotte liegen, zerbrachen zum Teil, als ein Teil der Höhle einstürzte und wurden schließlich in der jüngsten Fundschicht des Middle Stone Age eingebettet. Untersuchungen ergaben, dass es sich bei den Steinplatten nicht um abgeplatzte Teile von Wand- oder Deckenmalereien handelt. Sie wurden deshalb als Kleinkunstwerke (art mobilier) eingestuft.
In der maximal 2,40 m dicken Sedimentschicht der Apollo-11-Höhle konnte Wendt sieben Hauptkulturschichten nachweisen. Neben Artefakten und Biofakten von Straußeneierschalen, Knochen, Keramik und Holz grub er rund 57.000 Steinartefakte aus. Insgesamt fanden Wendt und seine Mitarbeiter in der Höhle sieben bemalte Steintafeln und legten über 60.000 Fundstücke frei. Den Platten konnte durch Radiokohlenstoffdatierung ein Alter von 27.000 Jahren BP (mesolithisch, Middle Stone Age) zugewiesen werden. Damit gehören sie zu den ältesten Funden im südlichen Afrika. Untersuchungen an Bruchstücken von Straußeneierschalen mit sorgfältig gerundeten Kanten, die Bruchstücke von Straußeneianhängern sein könnten und aus den Howieson’s-Poort-Schichten der Apollo-11-Höhle stammen, ergaben ein Alter von 40.000 Jahren.
Ralf Vogelsang von der Forschungsstelle Afrika des Instituts für Ur- und Frühgeschichte an der Universität zu Köln untersuchte 2007 die Höhle. Die Grabungen lieferten eine mehr als 100.000 Jahre umfassende Abfolge von Siedlungsschichten.
Fundstücke aus der Apollo-11-Höhle sind im Namibischen Nationalmuseum in Windhoek ausgestellt. Zu besichtigen sind Tierknochen, Pflanzenreste und Mineralien sowie die stark färbenden Pigmente, mit denen die Kunstwerke vor 27.000 Jahren hergestellt wurden. Die Steinplatten lagern in einem Tresor des Nationalmuseums.

## Einordnung
Die Zeichnungen auf den Steinplatten aus der Apollo-11-Höhle gehören zu den frühesten, nachgewiesenen Belegen künstlerischen Schaffens, dessen Beginn weltweit unter anderem durch die Elfenbeinschnitzereien aus der süddeutschen Höhle Hohle Fels oder durch die Höhlenmalereien und Höhlenzeichnungen in der Chauvet-Höhle in Frankreich datiert wird.